# Брамка (Люблінське воєводство)
Брамка (пол. Bramka) — село в Польщі, у гміні Клочев Рицького повіту Люблінського воєводства.
Населення — 338 осіб (2011).
У 1975-1998 роках село належало до Седлецького воєводства.

## Демографія
Демографічна структура станом на 31 березня 2011 року:
|          | Загалом | Допрацездатний вік | Працездатний вік | Постпрацездатний вік |
| -------- | ------- | ------------------ | ---------------- | -------------------- |
| Чоловіки | 172     | 51                 | 104              | 17                   |
| Жінки    | 166     | 37                 | 88               | 41                   |
| Разом    | 338     | 88                 | 192              | 58                   |